# Ploščaď Gagarina (stanice Moskevského centrálního okruhu)
Ploščaď Gagarina (rusky Площадь Гагарина) je stanice na Moskevském centrálním okruhu. Je pojmenována podle nedalekého náměstí. Jedná se o jedinou podzemní stanici na Moskevském centrálním okruhu. Je zde zajištěna přestupní vazba na stanici Leninskij prospekt Kalužsko-Rižské linky.

## Charakter stanice
Stanice Ploščaď Gagarina se nachází ve čtvrti Gagarinskij rajon (Гагаринский район)  v Gagarinském tunelu, který byl zhotoven v roce 2001 při stavbě Třetího dopravního okruhu Moskvy v úseku mezi Ploščadí Gagarina a Leninským prospektem (Ленинский проспект). Hrubá stavba staniční haly byla již tehdy vybudována a zakonzervována, k jejímu dokončení došlo teprve před spuštěním Moskevského centrálního okruhu.
Stanice má dvě boková nástupiště a disponuje dvěma vestibuly ke každému z nich. Obě dvě nástupiště jsou propojena podchodem pod tratí, ke kterému je napojen průchod ke stanici Leninskij prospekt Kalužsko-Rižské linky metra.
Jedná se o nejvyužívanější stanici na Moskevském centrálním okruhu - od začátku provozu do začátku ledna 2024 ji využilo 83,2 milionů cestujících.